# هشام الصمندي
هشام الصمندي رياضي تونسي مختص في مبارزة سيف الشيش. شارك في الألعاب الصيفية 2012، وخسر في الدور الأول من التصفيات.

## مواضيع ذات صلة
- تونس في ألعاب عموم أفريقيا 2015

## روابط خارجية
- هشام الصمندي على موقع الاتحاد الدولي للمبارزة (الإنجليزية)
- هشام الصمندي على موقع اللجنة الأولمبية الدولية (الإنجليزية)
- هشام الصمندي على موقع أوليمبيديا (الإنجليزية)